# Edit Miklós
Edit Miklós (Miercurea-Ciuc, 31 maart 1988) is een Hongaarse-Roemeense alpineskiester. Ze nam tweemaal deel aan de Olympische Winterspelen, maar behaalde geen medaille.

## Carrière
Miklós maakte haar wereldbekerdebuut in december 2005 tijdens de super G in Val-d'Isère. Ze stond nog nooit op het podium van een wereldbekerwedstrijd.
In 2010 nam Miklós deel aan de Olympische Winterspelen. In Vancouver haalde Miklos de finish op de olympische afdaling niet. 
Sinds 2011 nam Miklós de Hongaarse nationaliteit aan en komt ze voor Hongarije uit op alle internationale evenementen. Op de Olympische winterspelen 2014 eindigde Miklós op de zevende plaats op de afdaling.

## Resultaten

### Olympische Spelen
| Jaar | Plaats    | Resultaten                                                   |
| ---- | --------- | ------------------------------------------------------------ |
| 2010 | Vancouver | DNF Afdaling                                                 |
| 2014 | Sotsji    | 7e Afdaling 15e Super G 16e Supercombinatie 34e Reuzenslalom |

### Wereldkampioenschappen
| Jaar | Plaats                 | Resultaten                                                 |
| ---- | ---------------------- | ---------------------------------------------------------- |
| 2009 | Val d'Isère            | 18e Afdaling 18e Super G DNF Super-Combinatie              |
| 2011 | Garmisch-Partenkirchen | 23e Supercombinatie 31e Super G                            |
| 2013 | Schladming             | 19e Supercombinatie 23e Afdaling                           |
| 2015 | Vail/Beaver Creek      | 13e Afdaling 40e Reuzenslalom DNF1 Super G DNS2 Combinatie |

### Wereldbeker
Eindklasseringen
| Seizoen   | Algm | AD  | SG  | SC  |
| --------- | ---- | --- | --- | --- |
| 2008/2009 | 130e | -   | 53e | -   |
| 2009/2010 | 121e | -   | 53e | 41e |
| 2011/2012 | 115e | -   | -   | 38e |
| 2012/2013 | 90e  | 34e | -   | -   |
| 2013/2014 | 64e  | 26e | -   | -   |
| 2014/2015 | 51e  | 21e | 45e | -   |
| 2015/2016 | 43e  | 14e | 46e | -   |
| 2016/2017 | 58e  | 20e | 39e | -   |
| 2017/2018 | 105e | 39e | -   | -   |